# ألسيستشي ماديرا
ألسيستشي ماديرا (22 مارس 1944 - 15 ديسمبر 2021) كان سياسيًا برازيليًا. كان عضوا في الحزب الجمهوري، وعمل في مجلس النواب من عام 1990 إلى عام 2006.